# Bermanite
La bermanite è un minerale.